# ティム・フォーサイス
ティム・フォーサイス（Tim Forsyth、1973年8月17日 - ）は、オーストラリアの陸上競技選手。1992年バルセロナオリンピックの銅メダリストである。ビクトリア州ミルボーノース出身。

## 経歴
フォーサイスは、身長1m99の走高跳の選手で、1988年に自身初めて2mの大台を突破。1990年には世界ジュニア選手権に出場。2m37の世界ジュニア記録を出したユーゴスラビアのドラガン・トピッチに次いで銀メダルを獲得した。
初めてのオリンピックとなった1992年バルセロナオリンピックでは、フォーサイスを含め、5人の選手が2m34を跳び、横一線に並んだ。5人とも2m37を失敗し、試技数の関係でキューバのハビエル・ソトマヨルが金メダル。スウェーデンのパトリック・ショーベリが銀メダル。そして、フォーサイスは、ポーランドのアルツール・パルティカ、アメリカのホリス・コンウェイとともに銅メダルを獲得した。同年秋には、世界ジュニア選手権に出場。優勝したイギリスのスティーブ・スミスが2m37の世界ジュニアタイ記録を出し優勝。フォーサイスは前回大会に続き銀メダルとなった。
フォーサイスは、1994年、カナダのビクトリアで開催されたコモンウェルスゲームズに出場。イギリスのスミスと息の詰まる熱戦を繰り広げた。両者とも2m34を3回失敗した後、ジャンプオフ4回という激戦の末、スミスは2m32をクリアすることができず、フォーサイスは大きな国際大会で初めての優勝を果たした。
1996年アトランタオリンピックでは、2m32しか跳べず7位と惨敗。翌1997年のアテネで開催された世界選手権では、パルティカと同じ2m35で、優勝したソトマヨルに次ぐ跳躍を見せるが、試技数の関係で3位となる。1998年のコモンウェルスゲームズでは、2m28で銅メダルを獲得。この大会が大きな国際舞台での最後のメダルとなった。
フォーサイスはトータルで9回のオーストラリア記録を樹立。1997年に出した自己ベスト2m36は現在でもオーストラリア記録である。

## 自己ベスト
- 走高跳 - 2m36 （1997年)

## 主な実績
| 年   | 大会                   | 場所                         | 種目   | 結果      | 記録 |
| ---- | ---------------------- | ---------------------------- | ------ | --------- | ---- |
| 1990 | 世界ジュニア陸上選手権 | プロヴディフ(ブルガリア)     | 走高跳 | 2位       | 2m29 |
| 1991 | 世界陸上選手権         | 東京(日本)                   | 走高跳 | 15位（h） | 2m24 |
| 1992 | オリンピック           | バルセロナ(スペイン)         | 走高跳 | 3位       | 2m34 |
| 1992 | 世界ジュニア陸上選手権 | ソウル(韓国)                 | 走高跳 | 2位       | 2m31 |
| 1993 | 世界陸上選手権         | シュトゥットガルト(ドイツ)   | 走高跳 | 9位       | 2m28 |
| 1994 | コモンウェルスゲームズ | ビクトリア(カナダ)           | 走高跳 | 1位       | 2m32 |
| 1994 | IAAFワールドカップ     | ロンドン(イギリス)           | 走高跳 | 2位       | 2m28 |
| 1995 | 世界陸上選手権         | ヨーテボリ(スウェーデン)     | 走高跳 | 8位       | 2m25 |
| 1996 | オリンピック           | アトランタ(アメリカ合衆国)   | 走高跳 | 7位       | 2m32 |
| 1997 | 世界陸上選手権         | アテネ(ギリシャ)             | 走高跳 | 3位       | 2m35 |
| 1998 | コモンウェルスゲームズ | クアラルンプール(マレーシア) | 走高跳 | 3位       | 2m28 |
| 1999 | 世界陸上選手権         | セビリヤ(スペイン)           | 走高跳 | 14位（h） | 2m26 |
| 2000 | オリンピック           | シドニー(オーストラリア)     | 走高跳 | 14位（h） | 2m24 |

- hは予選